# Rubinkowo
Rubinkowo est un district de la ville polonaise de Toruń situé sur la rive gauche de la Vistule.

## Galerie

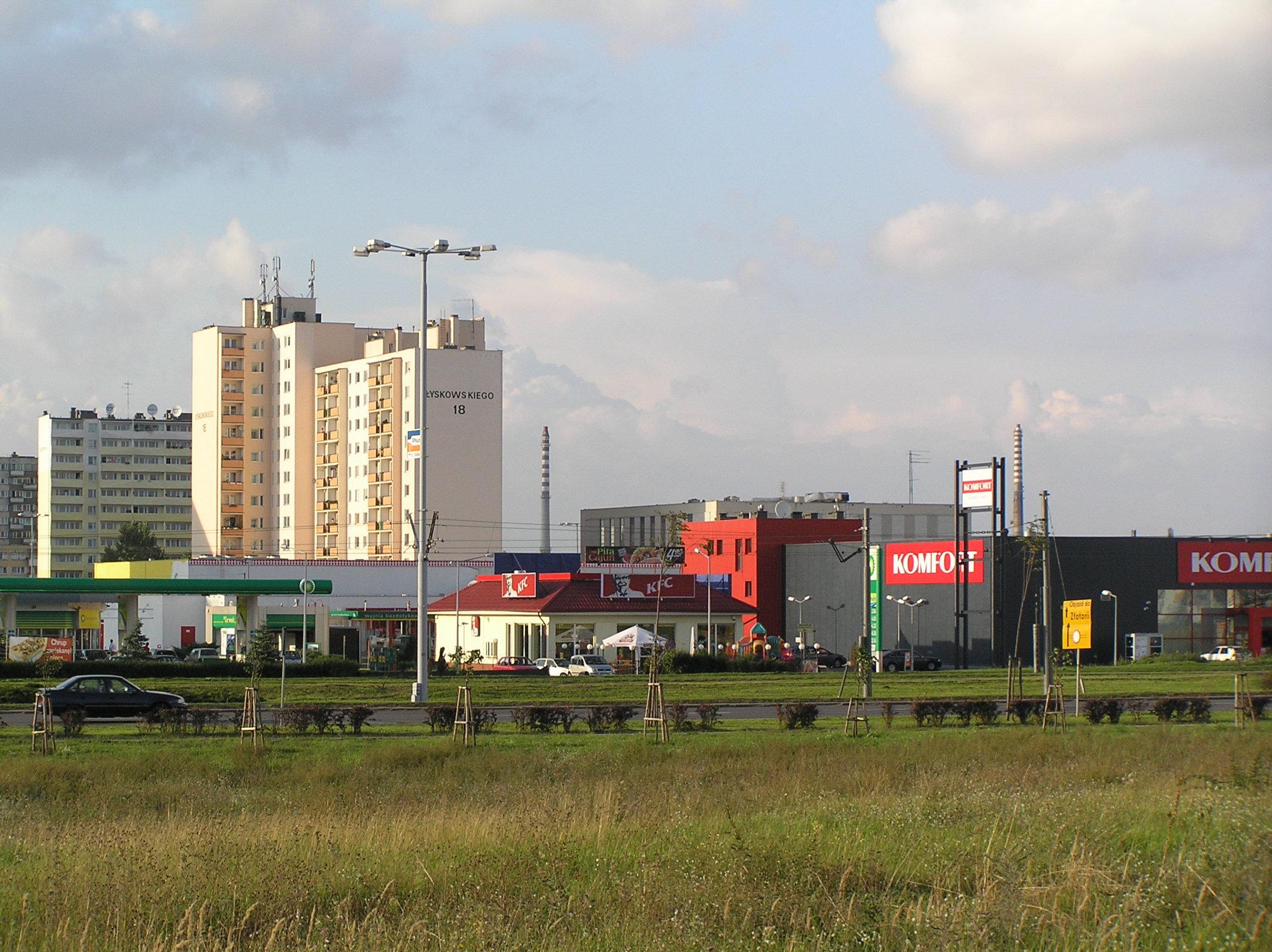
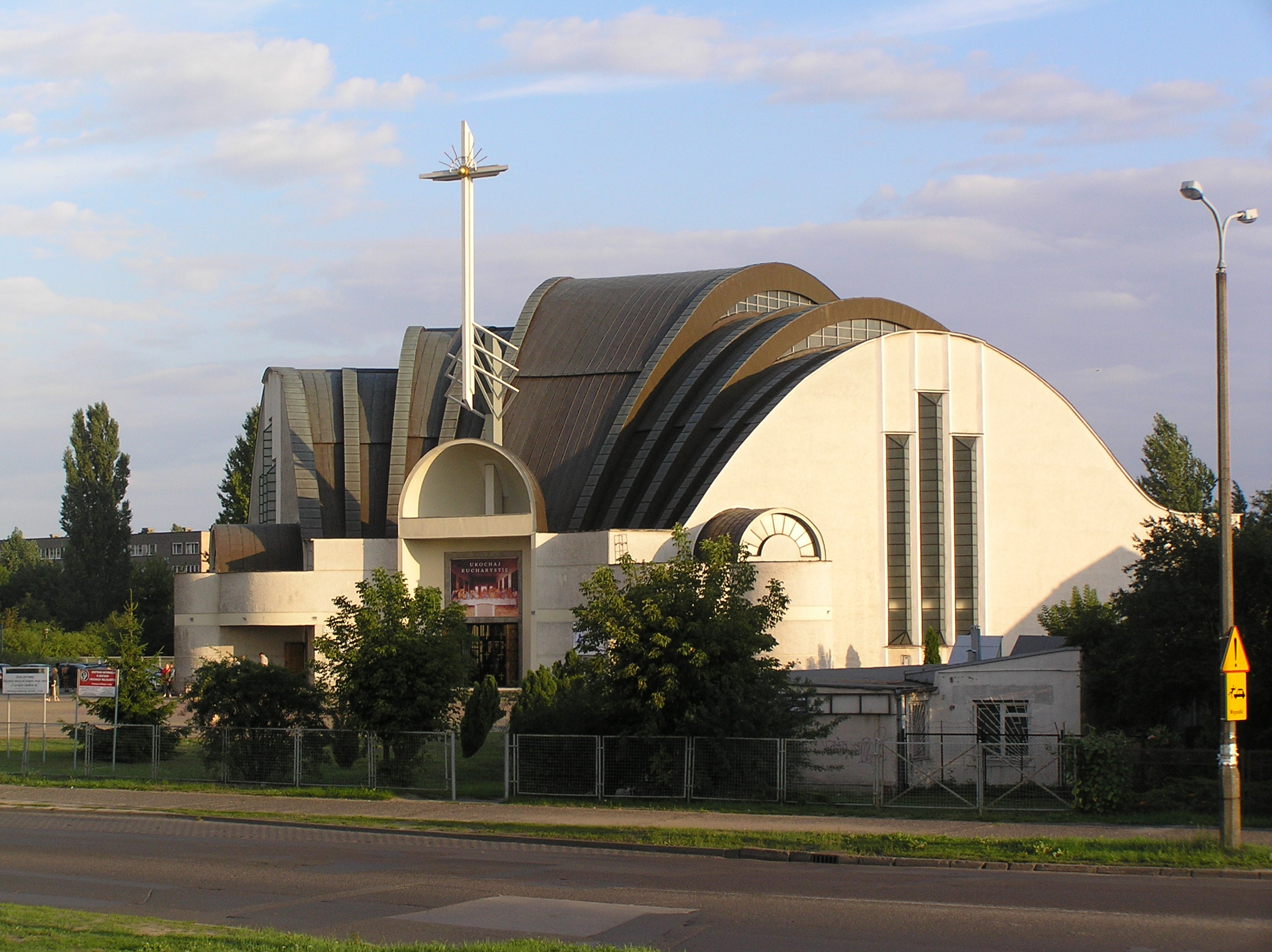
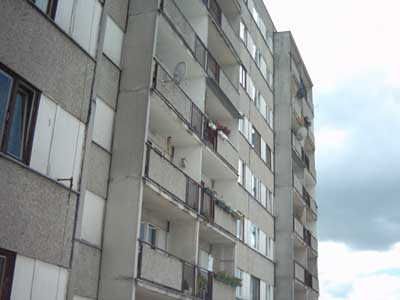
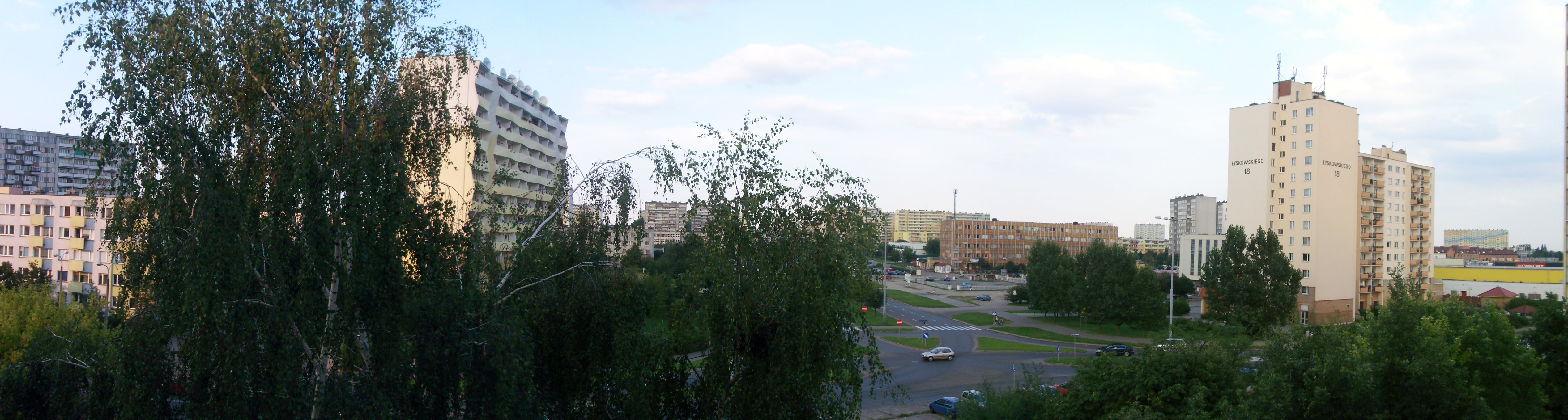